# Rödvingad blåsmyg
Rödvingad blåsmyg (Malurus elegans) är en fågel i familjen blåsmygar inom ordningen tättingar, enbart förekommande i västra Australien.

## Utseende
Rödvingad blåsmyg ser ut som och är nära släkt med brokblåsmyg (Malurus lamberti) och blåbröstad blåsmyg (Malurus pulcherrimus), men den betraktas som en egen art eftersom inga mellanformer har rapporterats där utbredningsområdena överlappar. 
Hanen och hona är mycket olika. Hanen får under häckningen en fjäderdräkt med glänsande färger, med en nästan självlysande silvrigt blå färg på hjässan, runt öronen och övre delen av ryggen och röda skuldror. Detta kontrasterar mot en svart strupe, gråbruna stjärt och vingar och blek underdel. Hanar som inte häckar, honor och ungfåglar har övervägande gråbrun fjäderdräkt. Hanarna kan dock ha enstaka svarta fjädrar.

## Utbredning och systematik
Rödvingad blåsmyg förekommer enbart i sydvästligaste Western Australia. Den behandlas som monotypisk, det vill säga att den inte delas in i några underarter.

## Ekologi
Rödvingad blåsmyg äter främst insekter och har en smal spetsig näbb som är lämplig för att leta fram dem i små håligheter. Den söker sin föda i skydd av snårig buskvegetation i fuktigare skogar som domineras av trädet Eucalyptus diversicolor, alltid när något den kan gömma sig under om ett rovdjur skulle närma sig. 
Liksom andra blåsmygar samarbetar denna art i smågrupper för att året runt upprätthålla och försvara ett revir. Varje grupp består av ett socialt monogamt par med flera hjälpfåglar som bidrar till uppfödandet av de unga. Andelen hjälpfåglar av honkön är större för den här blåsmygsarten än för andra. 
En rik uppsättning fågelsång och uppvisningsbeteenden har upptecknats som använda för kommunikation och uppvaktning. Sången används för att markera reviret  och fåglarna kan identifiera individer en med hjälp av endast sången. Hanarna plockar gula kronblad för att visa upp dem under uppvaktningen av honan.

## Status och hot
Arten har ett stort utbredningsområde och en stor population med stabil utveckling och tros inte vara utsatt för något substantiellt hot. Utifrån dessa kriterier kategoriserar internationella naturvårdsunionen IUCN arten som livskraftig (LC). Världspopulationen har inte uppskattats men den beskrivs som lokalt vanlig i rätt miljö.